# コープレイ
コープレイ(Bos sauveli ) は、哺乳綱 偶蹄目 ウシ科 ウシ属に分類される偶蹄類（ウシ族）である。かつてはカンボジア北部のほか、ラオス南部、ベトナム西部、タイ東部の森林に分布していたが、2007年現在ではカンボジアに約250頭が生息するか（近絶滅種）、実質的に絶滅状態にあるとされている。

## 分類
本種は1937年にフランスの生物学者アシーユ・ユルバン (Achille Urbain) によりカンボジアで発見され、生体がヴァンセンヌ動物園へと移送されて模式標本となった。その後、本種が分類学的に独立した種か否かは形態学的な見地から長く議論が行われ、他のウシ属動物との雑種説、別属 (Novibos) 説、分断種分化したバンテン説、野生化した家畜説、などが提出されてきた。
2004年になって、DNAの分析より本種は独立した野生種であるとの報告が行われた。この説に対し、ミトコンドリアDNA の比較から、コブウシとバンテンの雑種が野生化したものであるという反論が2006年に行われた。2007年時点では、より広範囲に行われた DNA分析 および化石の検討から、独立種であるという見解が主流になっている。
現生のウシ族では、ガウル（Bos gaurus）およびバンテン（Bos javanicus）と比較的に近縁とされる。2021年に発表された現生ウシ族の遺伝上の関連性は以下の通りになる。
|                     | ノヤク（Bos mutus）+ヤク（B. grunniens）                                                                |
|                     | |
| バイソン属（Bison） | \| \| アメリカバイソン（Bison bison） \| \| \| \| \| \| ヨーロッパバイソン（Bison bonasus） \| \| \| \| |
|                     | \| \| アメリカバイソン（Bison bison） \| \| \| \| \| \| ヨーロッパバイソン（Bison bonasus） \| \| \| \| |
|                     | アメリカバイソン（Bison bison）                                                                         |
|                     | |
|                     | ヨーロッパバイソン（Bison bonasus）                                                                     |
|                     | |

|  | アメリカバイソン（Bison bison）     |
|  |                                     |
|  | ヨーロッパバイソン（Bison bonasus） |
|  |                                     |

|  | バンテン（Bos javanicus）+バリ牛（B. domesticus） |
|  |                                                   |
|  | ガウル（Bos gaurus）+ガヤル（B. frontalis）       |
|  |                                                   |
|  | コープレイ（Bos sauveli）                         |
|  |                                                   |

|                     | ノヤク（Bos mutus）+ヤク（B. grunniens）                                                                |
|                     | |
| バイソン属（Bison） | \| \| アメリカバイソン（Bison bison） \| \| \| \| \| \| ヨーロッパバイソン（Bison bonasus） \| \| \| \| |
|                     | \| \| アメリカバイソン（Bison bison） \| \| \| \| \| \| ヨーロッパバイソン（Bison bonasus） \| \| \| \| |
|                     | アメリカバイソン（Bison bison）                                                                         |
|                     | |
|                     | ヨーロッパバイソン（Bison bonasus）                                                                     |
|                     | |

|  | アメリカバイソン（Bison bison）     |
|  |                                     |
|  | ヨーロッパバイソン（Bison bonasus） |
|  |                                     |

|  | バンテン（Bos javanicus）+バリ牛（B. domesticus） |
|  |                                                   |
|  | ガウル（Bos gaurus）+ガヤル（B. frontalis）       |
|  |                                                   |
|  | コープレイ（Bos sauveli）                         |
|  |                                                   |

|                     | ノヤク（Bos mutus）+ヤク（B. grunniens）                                                                |
|                     | |
| バイソン属（Bison） | \| \| アメリカバイソン（Bison bison） \| \| \| \| \| \| ヨーロッパバイソン（Bison bonasus） \| \| \| \| |
|                     | \| \| アメリカバイソン（Bison bison） \| \| \| \| \| \| ヨーロッパバイソン（Bison bonasus） \| \| \| \| |
|                     | アメリカバイソン（Bison bison）                                                                         |
|                     | |
|                     | ヨーロッパバイソン（Bison bonasus）                                                                     |
|                     | |

|  | アメリカバイソン（Bison bison）     |
|  |                                     |
|  | ヨーロッパバイソン（Bison bonasus） |
|  |                                     |

|  | バンテン（Bos javanicus）+バリ牛（B. domesticus） |
|  |                                                   |
|  | ガウル（Bos gaurus）+ガヤル（B. frontalis）       |
|  |                                                   |
|  | コープレイ（Bos sauveli）                         |
|  |                                                   |

|                     | ノヤク（Bos mutus）+ヤク（B. grunniens）                                                                |
|                     | |
| バイソン属（Bison） | \| \| アメリカバイソン（Bison bison） \| \| \| \| \| \| ヨーロッパバイソン（Bison bonasus） \| \| \| \| |
|                     | \| \| アメリカバイソン（Bison bison） \| \| \| \| \| \| ヨーロッパバイソン（Bison bonasus） \| \| \| \| |
|                     | アメリカバイソン（Bison bison）                                                                         |
|                     | |
|                     | ヨーロッパバイソン（Bison bonasus）                                                                     |
|                     | |

|  | アメリカバイソン（Bison bison）     |
|  |                                     |
|  | ヨーロッパバイソン（Bison bonasus） |
|  |                                     |

|  | バンテン（Bos javanicus）+バリ牛（B. domesticus） |
|  |                                                   |
|  | ガウル（Bos gaurus）+ガヤル（B. frontalis）       |
|  |                                                   |
|  | コープレイ（Bos sauveli）                         |
|  |                                                   |

## 形態
- コープレイの画像（英語版）

ガウルやバンテンと比較すると小型であり、肩高170 - 190センチメートル、体重700-900キログラム程度になる。メスよりもオスの方が大型になる。他のウシ属に比べ細身であり、脚と尾は長い。背にはコブがあるが、コブウシほど発達してはいない。体色は茶褐色から灰色、または黒。年を取ったオスの方が体色は濃いが、脚の下部は雌雄共に白い。また、オスの首には肉垂がある。
オス・メス共に発達した角を持ち、メスは上に螺旋を巻いた琴型、オスは前に突き出し広がったアーチ型をしている。鼻に溝がある。

## 生態
背の低い森が部分的に広がる丘に住み、昼行性で、昼間は森、夜は開けた土地で草を食べる。普段はメスと子供だけからなる20頭ほどの群れをつくって生活するが、乾季にはオスも行動を共にする。

## 人間との関係

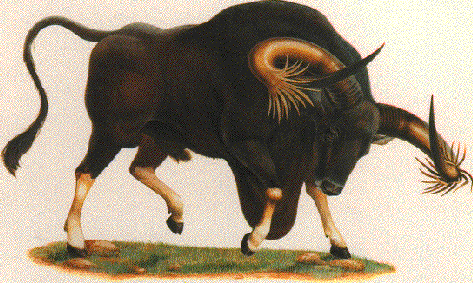
コープレイはカンボジア王国の象徴と見なされている。

1937年にカンボジアで初めて発見された。1937年の発見時においても 1000頭前後しか生息していなかったと考えられているが、住民や兵士による狩猟、家畜からの伝染病、生息域の減少などのためさらに数が減少し、最後の確実な目撃は1983年であり、2007年現在では250頭程しか生存していないか絶滅してしまったとみられる。
2005年にはカンボジアの象徴となる哺乳類と定義された。

## 参考資料
- 2007 IUCN Red List of Threatened Species
  - Hedges, S. 2000. Bos sauveli. In: IUCN 2007. 2007 IUCN Red List of Threatened Species.
- CITES homepage
  - ワシントン条約記載種、タクサリスト